# Syzygium jienfunicum
Syzygium jienfunicum är en myrtenväxtart som beskrevs av Ho Tseng Chang och Ru Huai Miao. Syzygium jienfunicum ingår i släktet Syzygium och familjen myrtenväxter.
Artens utbredningsområde är Hainan (Kina). Inga underarter finns listade i Catalogue of Life.